# Casa Învățătorului din Cluj-Napoca
Casa Învățătorului este o clădire situată pe strada Învățătorului din Cluj-Napoca (în spatele Teatrului Național). Clădirea a fost construită în perioada 1902-1903 pe baza planurilor realizate de arhitecții  Zsigmond Herczegh⁠(hu)[traduceți] și Sándor Baumgarten⁠(fr)[traduceți].

## Istoric
În această clădire, inițial a funcționat un cămin pentru elevii școlii de învățători și pentru studenții care erau copii de învățători. Pe perioada primului război mondial în clădire a funcționat un spital militar. După al doilea război mondial aici a fost unul dintre sediile Facultății de Științe Economice, iar din 1990 al Inspectoratului Școlar Cluj.
Clădirea a gazduit până acum câțiva ani și Centrul de Comunicații al Facultății de Matematică și Informatică din cadrul Universității "Babeș-Bolyai", fiind și locul în care s-au ținut mare parte din laboratoarele și cursurile secției Informatică din cadrul aceleiași facultăți.

## Galerie de imagini

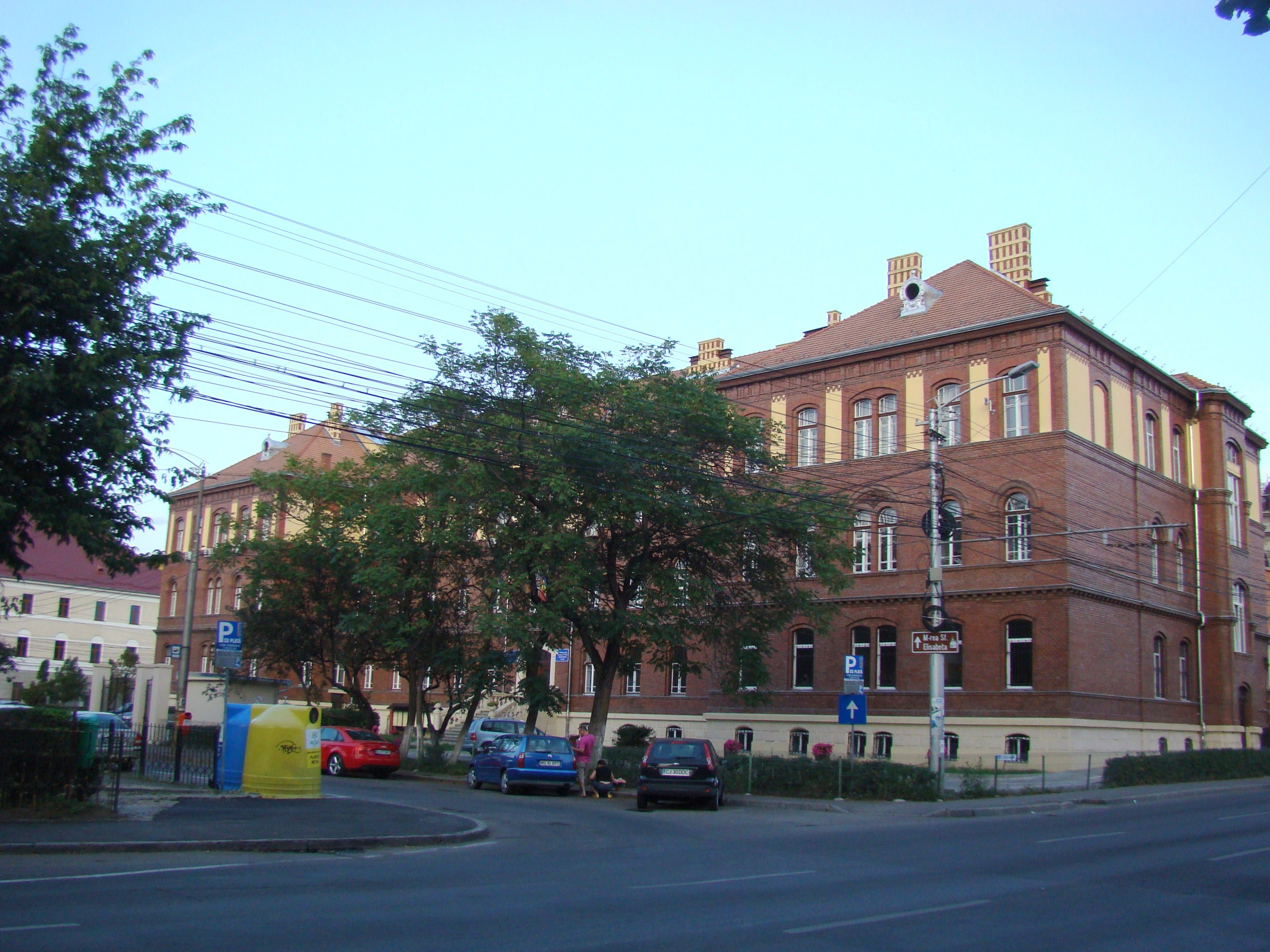
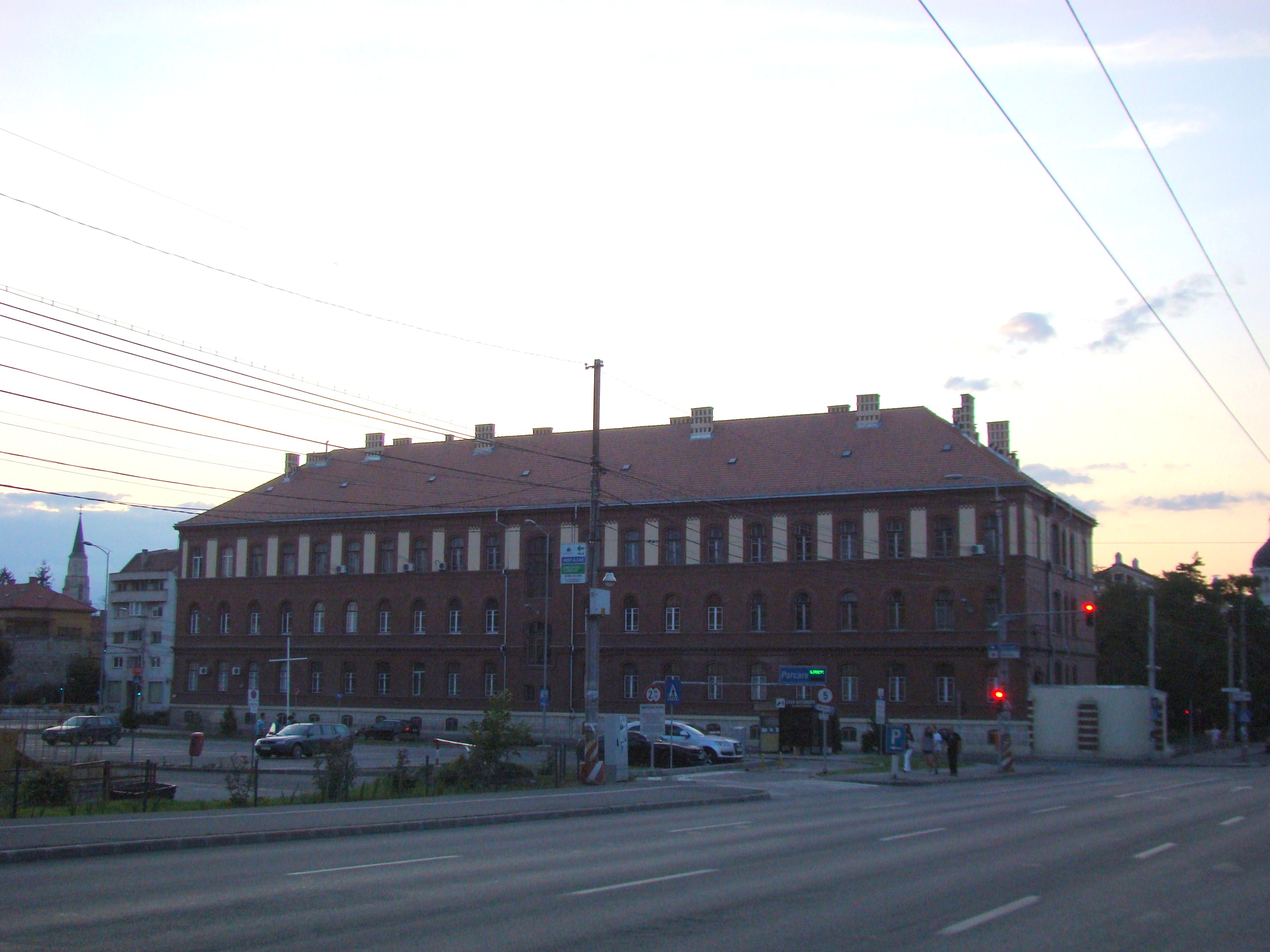
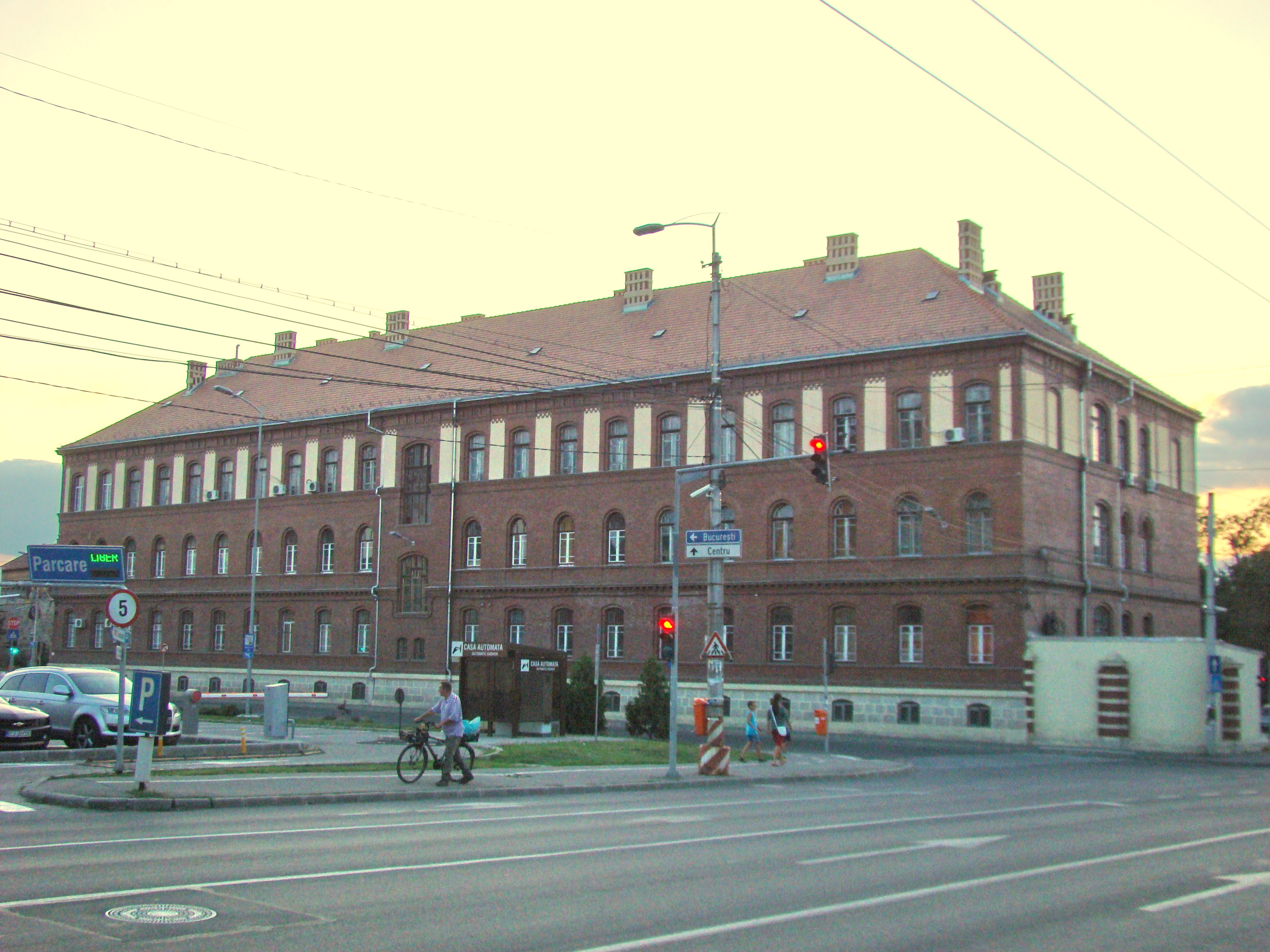